# Душан Маркович (футболіст, 1998)
Душан Маркович (серб. Душан Марковић / Dušan Marković, нар. 3 квітня 1998, Смедеревська Паланка) — сербський футболіст, воротар.

## Ігрова кар'єра
Народився 3 квітня 1998 року в місті Смедеревська Паланка. Вихованець юнацьких команд футбольного клубу «Рад». 2016 року для отримання ігрової практики здавався в оренду в аматорський клуб «Жарково».
Повернувшись до рідного «Рада», Маркович став запасним воротарем, але з сезону 2018/19 став основним гравцем клубу. Всього відіграв за белградську команду три з половиною сезони своєї ігрової кар'єри, провівши 79 ігор сербської Суперліги.
У лютому 2021 року Маркович у статусі вільного агента підписав контракт з «Шерифом», з яким того ж року став чемпіоном Молдови. Станом на 29 серпня 2021 року відіграв за тираспольський клуб 16 матчів в національному чемпіонаті.

## Виступи за збірні
16 листопада 2018 року Маркович зіграв свій єдиний матч за молодіжну збірну Сербії, відігравши другий тайм товариської гри проти однолітків з Північної Македонії (1:0).

## Титули і досягнення
- Чемпіон Молдови (1):

«Шериф»: 2020/21